# 平野秋夫
平野秋夫（ひらの あきお（日語），1871年7月18日—1949年10月29日），日本愛知縣人，大村連隊區司令官、步兵第38聯隊長。

## 生平
大正六年（1917年）8月升為陸軍步兵大佐。七年（1918年）12月17日任步兵第38聯隊長。十一年（1922年）2月升為少將，同年5月編入預備役。